# Přibyslavice (Moravia meridionale)
Přibyslavice (in tedesco Pschibislawitz) è un comune della Repubblica Ceca facente parte del distretto di Brno-venkov, in Moravia Meridionale.